# Rorgo II do Maine
Rorgo II do Maine, que morreu em 865, foi conde do Maine, a partir de 853 até 865. Ele era da família de Rorgonidas, filho de Rorgon I do Maine e Bichilde.
Ele era muito jovem à morte de seu pai, para assumir o governo do condado do Maine, o que foi confiado a seu tio, Gosberto. Este último foi executado no 853 e Rorgo, sucedeu-o.
Em 856, Carlos, o Calvo forma o ducado du Mans para seu filho Luís e nomeia Rorgo para a liderança. A constituição deste ducado acendeu preocupações entre a nobreza local, liderada por Roberto, o Forte, indo mesmo tão longe como a revolta, e Carlos, o Calvo, constata também a incapacidade de seu filho para conter os Bretões e os Normandos, revogando o ducado. Luís se rebelou por sua vez em 861, apoiado por Rorgo. Os rebeldes foram derrotados, mas Carlos, o Calvo, deu-lhes o seu perdão.
Rorgo foi morto após algum tempo pelos Normandos. Não tendo filhos, é seu irmão Gosfredo que lhe sucede.

## Link externo
- Foundation for Medieval Genealogy as Contagens de Maine